# Ruvo di Puglia
Ruvo di Puglia é uma comuna italiana da região da Puglia, província de Bari, com cerca de 25.635 habitantes. Estende-se por uma área de 221 km², tendo uma densidade populacional de 116 hab/km². Faz fronteira com Altamura, Andria, Bisceglie, Bitonto, Corato, Gravina in Puglia, Spinazzola, Terlizzi.

## Arquitetura

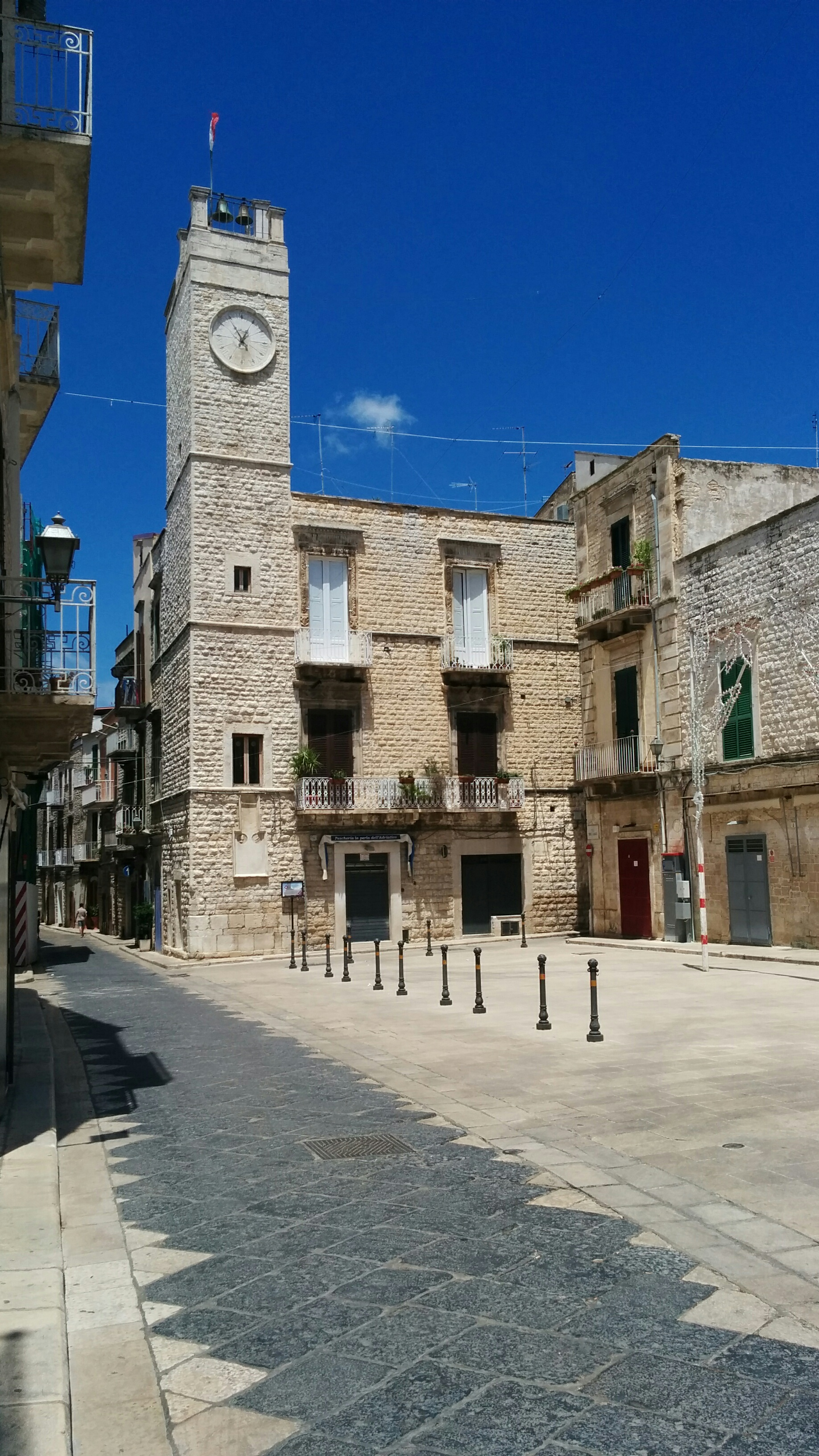
Voltar de Relògio

O centro histórico de Ruvo é um dos mais importantes centros históricos das Apúrias. Foi destruído três vezes. No Centro Histórico do Ruvo há edifícios históricos muito importantes como a Catedral, os Remeins do Castelo de Ruvo, o Palazzo Caputi, o Palazzo Spada, o Palazzo Jatta, o Palazzo Avitaja, a Igreja do Redentore, da Igreja Paleo-Cristã e das Tumbas Romanas, da Torre do Relógio, do Parque Dante Aligheri, da Praça Matteotti, da Rua Cavour, da Rua Giovanni Jatta, das Reformas das Paredes Defensivas Medievais com as Torres, da Rua Vittorio Veneto, da Rua da Catedral, da Madona de Igreja de Calentano (No campo, na aldeia de Calentano).
A Catedral é um excelente exemplo da arquitetura românica das Apúrias. A fachada tem três portais e numerosas decorações, retratando símbolos cristãos, bem como grifos e outras figuras fantásticas. Existem duas janelas de rosas. O interior tem um navio e dois corredores que terminam com um transepto. Entre as numerosas obras de arte estão uma estátua de madeira e o relicário de São Blaise, retratando a Madonna e a Criança com São Sebastião, um painel da Virgem de Constantinopla e uma notável cruz de madeira. Sob a igreja estão os restos da igreja paleo-cristã e túmulos romanos.
O Museu Jatta é o único museu italiano a ter uma coleção familiar privada que remonta a 1800. Conserva ainda hoje os antigos frascos gregos e o famoso jar de Talos.
As Cavernas de San Cleto, sob a igreja do Purgatório, na cidade velha, centro histórico.

## Demografia
| Variação demográfica do município entre 1861 e 2011                               |
|                                                                                   |
| Fonte: Istituto Nazionale di Statistica (ISTAT) - Elaboração gráfica da Wikipedia |